# Ixias ludekingii
Ixias ludekingii is een vlindersoort uit de familie van de Pieridae (witjes), onderfamilie Pierinae.
Ixias ludekingii werd in 1860 beschreven door van Vollenhoven.